# يو إف سي 92
يو إف سي 92: النهائي 2008 (بالإنجليزية: UFC 92: The Ultimate 2008)‏ هو حدث لفنون القتال المختلطة نظمته يو إف سي، أُقيم في 27 ديسمبر 2008، على إم جي إم جراند جاردن أرينا في لاس فيغاس، نيفادا، الولايات المتحدة.